# Albert Stewart Meek
Albert Stewart Meek (Londres, 26 de outubro de 1871 - 1 de outubro de 1943) foi uma naturalista e colecionador de aves inglês.
Em 1893, ele viajou para a Austrália e passou algum tempo na fazenda de gado de George Barnard em Coomooboolaroo, o único lugar na Austrália onde o periquito-do-paraíso, já extinto, ocorria. Não se sabe se Meek alguma vez viu esta espécie.
Em 1894 ele começou a colecionar espécimes de pássaros e insetos para Walter Rothschild; primeiro na Inglaterra, em seguida, na Austrália.